# 中正路 (仁武區)
中正路是高雄市仁武區的主要道路，本道路在地圖上呈L型走向，連接仁武市郊和工業區。北起接大社區三民路，南至仁林路、中華路口右轉往西抵鳳仁路口，續接工業二路至仁武工業區。其中前端銜接大社區至仁林路、中華路口屬市道186號。左轉仁林路延續市道186號里程往國道十號仁武交流道和大樹區，為仁武區往來大社區、大樹區及國道十號仁武交流道及仁武工業區的重要道路之一。

## 行經行政區域
- 仁武區

## 沿線設施
（由北至南）
- 內政部警政署保安警察第五總隊
- 後安社區
- 永達技術學院仁武校區（水管路三段69巷69號）
- 仁武北極宮（文化巷14號）
- 仁林路

（由東至西）
- 中正路
- 屈臣氏仁武店
- 仁武民營市場
- 全家便利商店仁武仁興店
- 三龍餐廳
- 7-Eleven三福門市
- 仁武區農會（中正路137號）
- 高雄市政府警察局仁武分局、仁武派出所（中正路135號）
- 高雄市政府消防局仁武分隊（中正路133號）
- 仁武郵局（中正路115號）
- 高雄市仁武區仁武國小（中正路94號）
  - 高雄市立仁武托兒所仁武分所（仁武國小內）
- 仁武區綜合活動中心（中正路94號）
  - 高雄市政府社會局仁武公共托嬰中心及育兒資源中心（仁武區綜合活動中心3樓）
  - 仁武區戶政事務所（仁武區綜合活動中心4樓）
  - 國泰人壽保險股份有限公司（仁武區綜合活動中心5樓）
- 台灣電力公司仁武服務所
- 仁武區公所（中正路80號）
  - 高雄市立圖書館仁武分館（仁武區公所4樓）
- 丹丹漢堡仁武店
- 萊爾富高和店
- 仁春黃昏市場
- 華南銀行仁武分行
- 兆豐國際商業銀行仁武簡易型分行

## 公共自行車
- 高雄市公共自行車租賃系統：
  - 仁和南中正路口：仁和南街/中正路(東南側)

## 公車資訊
- 高雄客運
  - 224 楠梓－大社－大灣－高雄－歷史博物館
  - 8008 建國站－澄清湖－捷運岡山車站
  - 8048 捷運都會公園站－楠梓－鳳山－屏東轉運站
  - 8049 崗山頭－岡山－楠梓－澄清湖－高雄客運鳳山站
- 南台灣客運
  - 紅60A、B 加昌站－大社－仁武－高鐵左營站
  - 紅61 高鐵左營站－長庚醫院
- 港都客運
  - 橘16 鳳山轉運站（捷運大東站）－仁武區公所
  - 橘16延駛 鳳山轉運站（捷運大東站）－仁武區公所－大社區公所